# Sage Nein! Antifaschistische Lieder 1978 bis heute
Sage Nein! Antifaschistische Lieder 1978 bis heute ist das 24. Studioalbum des Sängers und Liedermachers Konstantin Wecker aus dem Jahr 2018. Es umfasst Lieder der letzten 40 Jahre und neue Lieder. Zwei Live-Versionen ergänzen die Studioaufnahmen.

## Inhalt
Umrahmt wird die neu aufgenommene Liedersammlung von Willy, beginnend mit der Version von 2018 und abgeschlossen mit dem Originaltext von 1977. Es ist mittlerweile die sechste Version dieses Liedes. Als Bonustracks werden Bella Ciao und Blümlein stehn am Waldessaum angehängt.
Die 2018er-Fassung von Sage Nein leitet Wecker mit einer Ansage ein, die instrumentiert ist. Auch das Bonus-Lied Blümlein stehn am Waldessaum erläutert er. Bei Den Parolen keine Chance verwendet er für den Refrain als musikalisches Zitat Beethovens Ode an die Freude. Neuaufnahmen sind u. a. Das Leben will lebendig sein und Sturmbannführer Meier.
Das macht mir Mut wurde im Juli 2016 bei Songs an einem Sommerabend aufgenommen.

## Hintergrund
Seit 40 Jahren kämpft Konstantin Wecker gegen Faschismus. Die Ausschreitungen in Chemnitz 2018 zeigten ihm, dass in Deutschland die Nazi-Ideologie aufkeimt: „Mit Erschrecken muss ich feststellen, dass auch meine älteren Lieder gegen rechte Gewalt, Fremdenhass und Unmenschlichkeit so aktuell sind wie nie.“
Ein Teil des Erlöses wird der Antifaschistische Informations-, Dokumentations- und Archivstelle München (a.i.d.a.) gespendet.

## Gastmusiker
Shekib Mosadeq übersetzte und sang auf Farsi Empört euch und Bella Ciao.

## Produktion
Jo Barnikel übernahm die Arrangements von Ich habe Angst und Bella Ciao. Produzent des Albums war Florian Moser, Stefan Gienger übernahm die Tontechnik. Die Aufnahmen fanden im September 2018 im Mastermixstudio Unterföhring statt.
Das Titelfoto des CD-Covers stammt von Dominik Beckmann, für Grafik und Design war Uwe Liesmann zuständig.

## Titelliste
1. Willy 2018 – 8:08
2. Sage Nein (2018) – 4:30
3. Das Leben will lebendig sein – 2:09
4. Vaterland – 3:43
5. Die Weiße Rose – 4:35
6. Sturmbannführer Meier – 3:13
7. Stilles Glück, trautes Heim – 2:26
8. Vaterland? (Live) – 4:54
9. Empört euch – 6:49
10. Anna R. Chie – 3:47
11. Den Parolen keine Chance – 3:12
12. Das macht mir Mut (Live) – 3:06
13. Ich habe Angst – 5:57
14. Willy – 7:42

Bonus
1. Bella Ciao – 4:46
2. Blümlein stehn am Waldessaum – 2:22

## Cover-Versionen
2019 coverte Ezé Wendtoin das Lied Sage Nein! und produzierte ein Musikvideo, in dem Wecker selbst auch auftritt.